# Scopula polystigmaria
Scopula polystigmaria är en fjärilsart som beskrevs av George Francis Hampson 1903. Scopula polystigmaria ingår i släktet Scopula och familjen mätare. Inga underarter finns listade.